# Ponikve
Ponikve es una localidad de Croacia situada en el municipio de Ogulin, en el condado de Karlovac. Según el censo de 2021, tiene una población de 58 habitantes.

## Demografía
| Gráfica de población de Ponikve 1869-2021                          |
|                                                                    |
| Según los censos de población de la Oficina de Estadísticas Croata |